# Fernando de Valdés y Tamón
Fernando Antonio de Valdés y Tamón (Oviedo, 1661 – Cuernavaca, 1740) è stato un militare e politico spagnolo, che ricoprì la carica di Governatore e Capitano generale delle Filippine dal 14 agosto 1729 al luglio 1739.

## Biografia
Nacque a Oviedo, nelle Asturie, fu battezzato nella locale chiesa di San Isidoro di questa città il 14 febbraio 1681. Era figlio di García, González, originario di Cuero, e Inés de la Lastra. 
Iniziò il suo servizio militare come cadetto nel presidio di Orano, dove rimase cinque anni, dopodiché ritornò nei Regni di Spagna e, assegnato al Reggimento delle Asturie, nel 1706 partecipò all'assedio di Ciudad Rodrigo combattendo contro i portoghesi. Promosso alfiere il 27 ottobre 1707, qualche tempo dopo, il reggimento fu inviato a combattere in Navarra e in Aragona. Partecipò alla presa e nell'assalto della città di Ejea de los Caballeros, dove rimase gravemente ferito al ginocchio, e si distinse inoltre nella presa del castello di Aínsa, nella presa di Gallur e nei combattimenti di Magallón e di Graus; tutto questo tra il 1707 e il 1708. Il 28 giugno 1708 fu nominato sottotenente, in riconoscimento dei suoi servizi. Continuo il suo servizio a re Filippo V nelle terre dell'ex Regno d'Aragona partecipando alle fasi iniziali delle operazioni di soccorso alla città e al castello di Jaca, nonché agli attacchi a Tortosa, nel 1709, ricevendo poi una ricompensa in denaro dal re di 400 pesos. A quel punto iniziò la fase europea della guerra di successione spagnola, e il Reggimento delle Asturie fu inviato in Italia. Fu in servizio nel presidio di Longone, a Porto Ercole e Orbetello, come nella presa della Torre della Peschiera di Nassa. Prese parte alla fallita spedizione in Sardegna, passando poi con il suo reggimento in Sicilia. Il 10 giugno 1712 fu promosso tenente di una compagnia di granatieri, e il 18 maggio 1714 era già capitano di una propria compagnia. Nello stesso anno l'unità ritornò in Spagna. Durante il viaggio, la tartana sulla quale viaggiava con tre compagnie fu attaccata da una nave corsara turca al largo di Mahón, e la nave spagnola si salvò  grazie alla sua competenza militare. In quell'anno, 1714, sbarcò a Barcellona e partecipò all'assalto e alla conquista del Convento dei Cappuccini ed entrò in città per la breccia di Portal Nuevo.
Tutti i suoi meriti di soldato indussero il re, il 25 marzo 1715, ad ammetterlo nelle Guardias de Infantería Españolas come sottotenente, promosso tenente delle compagnie del capitano Lucán e Isidoro de Garma il 3 novembre 1717, e conseguendo il grado di capitano di una delle quattro compagnie delle Guardie nel 1714. Con le Guardias de Infantería Españolas tornò a prestare nuovamente servizio in Italia, distinguendosi in Sardegna, negli assedi di Cagliari e Alghero,  e poi fu  brevemente anche in Africa nel 1720. Durante questa nuova campagna italiana si distinto nella cura che aveva nei confronti degli ammalati e dei convalescenti quando gli fu ordinato di trasferirli in una caserma del Regno d'Aragona. Il 14 febbraio 1726 divenne Cavaliere dell'Ordine di Santiago. Fu sindaco dei nobili cavalieri Hidalgo nella sua città natale di Oviedo e con decreti reali datati all'El Escorial (25 ottobre 1727) gli furono conferiti i titoli di Governatore e Capitano generale delle Filippine e Presidente della Audencia di Manila, con uno stipendio di 8.000 pesos all'anno, concedendogli la licenza di imbarcarsi per la sua destinazione in compagnia di otto servi il 9 aprile 1728, arrivandovi l'anno successivo, il 14 agosto 1729. Per la nomina a Governatore e Capitano generale delle Filippine furono presi in considerazione anche il conte di Peñalva, don Bernardino de Meneses Monroy y Mendoza, e il colonnello di cavalleria José Marín.
Ricevuti ordini particolari e dispacci da Filippo V partì per Cadice, dove si imbarcò verso la Nuova Spagna su una delle navi cariche di mercurio. La nave salpò nel 1728, anche se non si conosce la data esatta. Mesi dopo, il 31 marzo 1729, salpò dal porto di Acapulco, in Messico, diretto alle Filippine, sul galeone di Manila Nuestra Señora de la Guía, Santo Cristo de la Misericordia y San Francisco de las Lágrimas. Dal suo soggiorno in Messico sappiamo attraverso una sua lettera che lui incontrò il viceré della Nuova Spagna per cercare di trovare soluzioni che fermassero la abusi commessi nel governo filippino.
La nave avvistò le Filippine il 2 luglio 1729, tuttavia, a causa di una forte burrasca che impedì al galeone di procedere, il governatore sbarcò a Capo Espiritu e proseguì il viaggio verso Manila via terra. Il 14 agosto dello stesso anno fu nominato governatore di Manila, de incominciò a svolgere pienamente il suo lavoro di governatore a partire dal mese di settembre.
Durante il suo governo facilitò la spedizione effettuata dai Gesuiti delle isole Marianne per la scoperta e l'insediamento di missioni sulle isole Palau o Carolina (1731), in occasione della quale furono scoperte le Isole Garbanzo dal gesuita Juan Antonio Cantova (1732) e emanò una serie di provvedimenti per la conservazione, l'incremento e il sollievo degli indigeni delle Marianne e incaricò il giudice Arzadúm Rebolledo di comprendere la passi necessari per effettuare la riscossione delle tasse dalle Filippine attraverso il sistema del "conto aperto e registro degli abitanti" (1737). Promosso maresciallo di campo nel 1734, subì anche l'incendio dei Magazzini Reali di Manila (1735) e, come la totalità dei governatori, ebbe disaccordi con i membri dell'Audiencia, tanto da sospendere dal suo incarico il procuratore Cristóbal Pérez de Arroyo (1737), accusandolo di avendo fatto sparire alcuni atti giudiziari, e il dottor Domingo Neyra fu nominato temporaneamente pubblico ministero.
Notando i disordini che si verificavano nella guarnigione della prigione di Zamboanga, scrisse alcune Ordinanze per il suo regime e governo (1738), altre per i generali e i marittimi e la guerra dei galeoni, e alcune Istruzioni per il miglior governo degli uffici portuali e litorale di Cavite, ed alcune istruzioni generali per il miglior governo delle isole, tutte approvate sotto il comando del suo successore Gaspar Antonio de la Torre y Ayala (1742).
Dopo otto anni dalla sua nomina, si decise che avrebbe lasciato il governo (20 giugno 1735) e avrebbe pagato la sua causa di residenza, affidata al suo successore Gaspar de la Torre Ayala, affinché potesse ritornare nei Regni di Spagna con il suo famiglia, poiché aveva sposato una nativa di Molina de Aragón, della famiglia Vigil de Quiñones, cosa che avvenne quattro anni dopo, nel settembre 1739. Egli stesso aveva chiesto di poter tornare in Spagna poiché era di età avanzata e con due figli nel regno di Aragona, lasciando una cauzione per il processo di residenza che il re fissò in 20.000 pesos, e un mandato ad un procuratore che perché lo difendesse, con le opportune istruzioni e una ricompensa. Tuttavia finì per rimanere nelle Filippine per tutta la durata del suo processo.  L'ultimo documento ufficiale che troviamo firmato da lui nelle Filippine è la notifica, in data 22 giugno 1740, che lo informava che il suo processo di residenza si era concluso e che era pronto per essere inviato al Consiglio delle Indie.
Nell'estate del 1740 si imbarcò per Acapulco sulla nave Nuestra Señora de Covadonga, arrivando in Nuova Spagna nel gennaio dell'anno successivo. Secondo una missiva di un certo Pedro de Rueda Osorio al Consiglio delle Indie a Madrid, datata 7 giugno 1742, si legge che Don Fernando Valdés Tamón, figlio ed erede del Feldmaresciallo Don Fernando Valdés Tamón, cavaliere del Tamón, ex cavaliere dell'Ordine di Santiago, governatore e capitano generale delle Filippine (...); e dico che, avendo preso, come è nello stile, il detto Don Fernando, defunto....
Si poteva solo affermare che Fernando Valdés y Tamón era morto tra il 22 giugno 1740 e il 7 giugno 1740, senza che nessuna fonte documentaria spagnola indicasse la data di morte. In un brevissimo resoconto in un settimanale a stampa della metà del XIX secolo, in un articolo che elenca i governatori delle Filippine si legge: Don Fernando Valdés Valdés, brigadiere delle Asturie. Arrivò nell'anno 1729. Morì a Cuernavaca. E da dove viene questa informazione?
L'articolo non riporta la fonte delle notizia che potrebbe essere tratta da Murillo Velarde, che un secolo prima affermava: Don Fernando Valdés, che tornò in Nueva Spagna e morì a Cuernavaca nell'anno 1740.
Si era sposato a Madrid (24 agosto 1718) con Juana Manuela Sánchez Somorrostro, originaria di Alfaro (2 maggio 1699), da cui nacque Fernando Valdés Tamón, che fu cavaliere dell'Ordine militare di Calatrava (1743).